# 擒敌拳
擒敌拳是武警公安边防部队广泛学习使用的一种用于擒敌的训练拳术，脱胎于八极拳。目前变化至第三套。

## 简介
擒敌拳是擒敌术主要技法动作的单人综合练习。由数组技法动作合成,融入了基本手型、步型及攻击、防守技法和基本动作。

## 第一套
第一套擒敌拳是根据上世纪80年代的公安拳改动，基本动作脱胎于民间广泛流传的八极拳。从第一动到第二十动的口令分别是：
1. 推击弹踢
2. 防上勾打
3. 掏裆砍脖
4. 抓腕砸肘
5. 挡臂掏腿
6. 马步侧打
7. 踹腿锁喉
8. 勾踢肘击
9. 砸面击肋
10. 击腹别臂
11. 抱腿顶摔
12. 挡抓后绊
13. 戳喉击胸
14. 防下直打
15. 折腕牵羊
16. 防弹击腹
17. 缠腕冲拳
18. 插裆扛摔

## 第二套
第二套擒敌拳根据第一套20动修改而来，减少为16动。从第一动到第十六动的口令分别是：
1. 直拳横踢
2. 抱膝顶摔
3. 勾摆连击
4. 抱臂背摔
5. 拉肘别臂
6. 掀腿压颈
7. 侧踹横踢
8. 前登弹踢
9. 直摆勾拳
10. 接腿涮摔
11. 摆拳侧踹
12. 抱腿撞裆
13. 绊腿跪裆
14. 格挡弹踢
15. 肘膝连击

## 第三套
1. 贯耳冲击
2. 抓腕砸肘
3. 挡臂掏腿
4. 砍肋击胸
5. 缠腕冲拳
6. 上架弹砍
7. 接腿涮摔
8. 横踢鞭打
9. 直摆勾击
10. 抱腿顶摔
11. 绊腿抡摔
12. 格挡勾拳
13. 侧踹下砸
14. 马步侧击
15. 提膝前戳
16. 摆勾冲膝

## 特点
擒敌拳与解放军特种部队所学的捕俘拳或普通作战部队的军体拳相比，单个分解动作难度更大，相应更加复杂，实战上的操作性不易掌握。